# Prime Tower
El Torre Prime También llamado "Torre Maag" en una etapa más temprana de la planificación, es un rascacielos en Zúrich, Suiza. Fue el rascacielos más alto de Suiza con una altura de 126 metros (413 pies) hasta el año 2015, cuando la Roche Tower se construyó en Basel (con una altura de 178 metros (584 pies)). El edificio está situado cerca de la estación de tren Hardbrücke. La torre reemplaza una instalación industrial que fue demolida. Según sus desarrolladores, la construcción de la torre, que tardó 15 años para planificarse y ejecutarse, fue un éxito financiero, con una valoración hecha sobre la base de las tasas de arrendamiento superiores a los costes de construcción por 110 millones de francos suizos. 